# Platychiton
Platychiton is een geslacht van rechtvleugeligen uit de familie sabelsprinkhanen (Tettigoniidae). De wetenschappelijke naam van dit geslacht is voor het eerst geldig gepubliceerd in 1960 door Beier.

## Soorten
Het geslacht Platychiton omvat de volgende soorten:
- Platychiton amazonicus Beier, 1960
- Platychiton brunneus Beier, 1960
- Platychiton surinamus Beier, 1960